# 피르맹 제미에

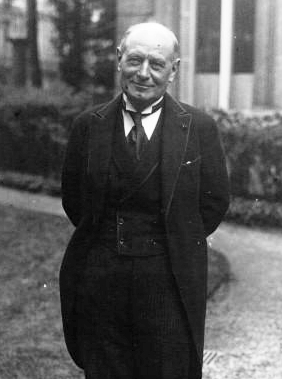

피르맹 제미에(Firmin Gémier, 1869년 2월 21일 ~ 1933년)는 프랑스의 배우이자 연출가다.
자유극장과 제작극장에 계속해서 출연하여 뛰어난 연기를 인정받은 배우였는데, 항상 큰 꿈을 지니고, 그것을 실현할 힘도 갖고 있었으므로 현대 연극의 선각자가 되었다. 국립 순회극단, 국립 민중극장, 서커스 무대에서의 <오이디푸스왕>의 제전적(祭典的) 상연, 축제일의 페전트의 연출 등, 그 어느 것을 보아도 오늘날의 방향을 이미 암시하고 있다고 볼 수 있는데, 특히 국립민중극장은 후일 장 빌라르에게 인계되어서 빛나는 발전을 이룩했다.